# Крафтисрид
Крафтисрид (нем. Kraftisried) — община в Германии, в земле Бавария. 
Подчиняется административному округу Швабия. Входит в состав района Восточный Алльгой.  Население составляет 745 человек (на 31 декабря 2010 года). Занимает площадь 16,22 км².